# Haldina cordifolia
Gáo tròn (Haldina cordifolia) là một loài thực vật có hoa trong họ Thiến thảo. Loài này được (Roxb.) Ridsdale mô tả khoa học đầu tiên năm 1978.

## Hình ảnh

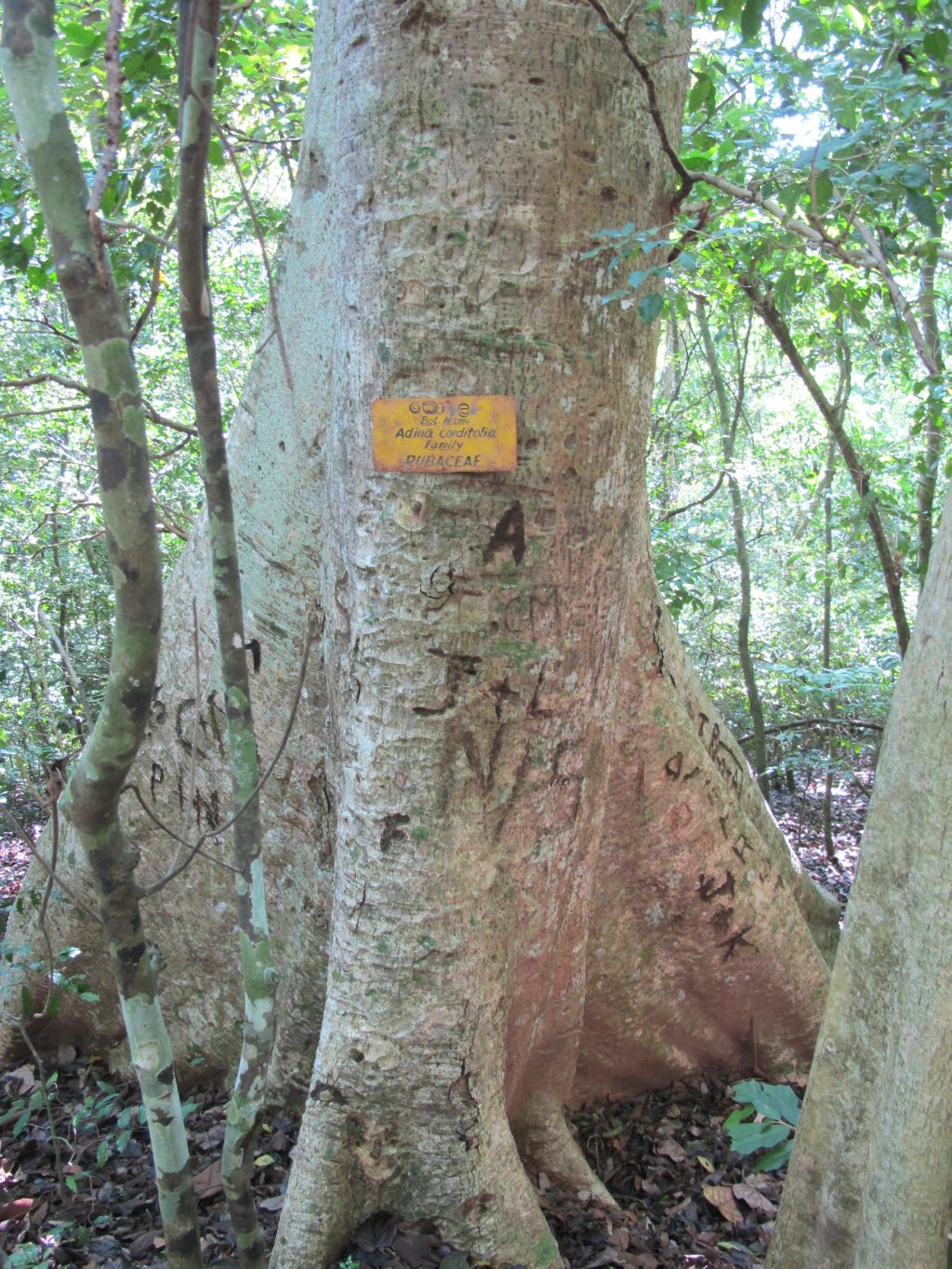
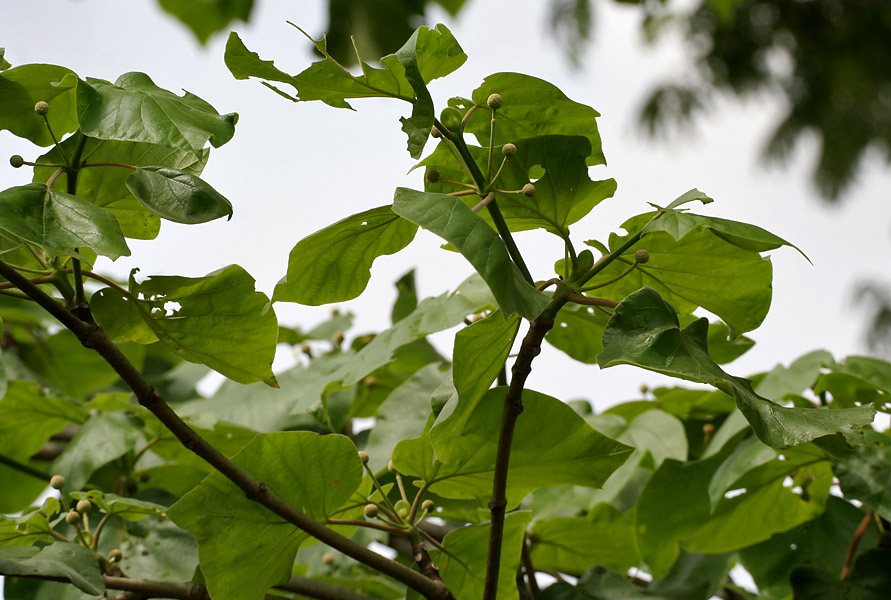
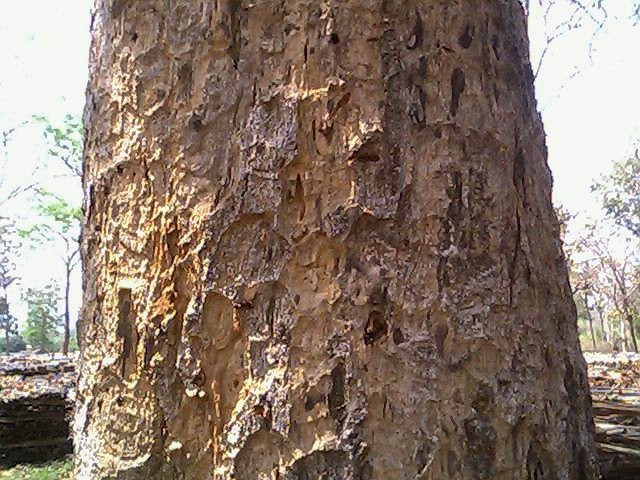
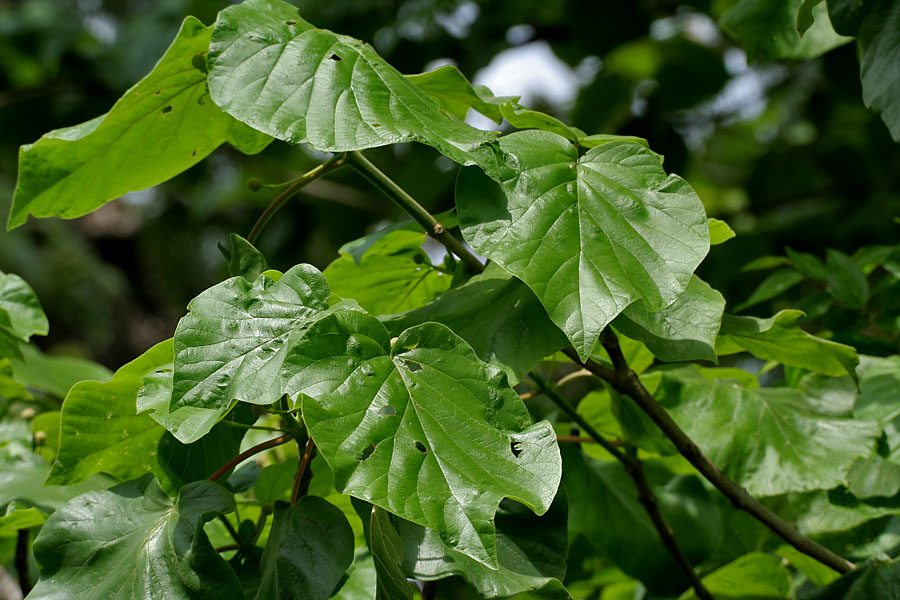